# Allopauropus caldarius
Allopauropus caldarius är en mångfotingart som beskrevs av Paul Auguste Remy 1940. Allopauropus caldarius ingår i släktet småfåfotingar, och familjen fåfotingar. Inga underarter finns listade i Catalogue of Life.